# 奥美濃古地鶏
奥美濃古地鶏（おくみのこじどり）とは、岐阜県で飼育されている鶏。肉用品種と卵用品種がある。

## 歴史
元々岐阜県には、日本原産の鶏の1種である郡上地鶏（1931年、岐阜地鶏として天然記念物に指定）が飼育されていた。しかし、郡上郡（現郡上市）の愛好家によって飼育されているのみであった。
1988年（昭和63年）岐阜県特産の「おいしい卵と鶏肉つくり」をテーマとし、岐阜県養鶏試験所にて研究開始。岐阜地鶏をベースにした食用、卵用の鶏の改発を目指す。1992年（平成4年）奥美濃古地鶏と命名される。その後も品種改良が行われる。
1998年（平成10年）全国農業協同組合連合会が「奥美濃古地鶏」の商標権を取得。対象は鶏卵、鶏肉。2001年（平成13年）特定JAS（地鶏肉）に認定。認定は全国で2番目。2009年（平成21年）「奥美濃古地鶏」の商標権の対象を、鶏肉を使用したソーセージ・ハムなどの加工品、レトルト食品、鶏卵の加工卵　などに拡大。2010年（平成22年）「奥美濃古地鶏」の商標権の対象を、鶏卵・鶏肉を使用した料理の提供　などにも拡大。

## 管理基準
- 肉用種の雛を導入すること[1]。
- 平飼いで1m2あたり10羽以下の飼育密度で、75日以上飼育される[1]。
- 飼育段階から商品になるまでの分別管理[1]。